# Gelogor
Gelogor is een bestuurslaag in het regentschap West-Lombok van de provincie West-Nusa Tenggara, Indonesië. Gelogor telt 5983 inwoners (volkstelling 2010).